# Sten Wallensten
Sten Gustaf Wallensten, född 4 maj 1917 i Bollnäs, död 20 december 1974 i Örebro, var en svensk läkare verksam inom kirurgi. Han är far till Richard Wallensten och farfar till Anders Wallensten.
Efter studentexamen i Uppsala 1936 blev han medicine kandidat i Stockholm 1938, medicine licentiat 1943 och medicine doktor 1954. Samma år utnämndes han till docent vid Karolinska institutet. Under sin utbildningstid arbetade Wallensten i Stockholm, Karlstad och Falun, och var sedan biträdande överläkare vid Serafimerlasarettet under åren 1957–1965. Han rekryterades till Örebro centrallasarett som överläkare och chef för kirurgiska kliniken år 1965. Där var han verksam fram till sin död i hjärtinfarkt år 1974. Han hade ett speciellt intresse för bukkirurgi och var en av föregångarna när det gäller magsårskirurgi.
1974 fick Wallensten professors namn av regeringen för sina insatser för sjukvården.